# Otto Coenen
Otto Coenen (geboren 16. Mai 1907 in Düren; gestorben 10. Februar 1971 in Mönchengladbach) war ein deutscher Maler, Graphiker und Zeichner.

## Leben und Wirken
Otto Coenen begann nach dem Abitur 1926 ein Studium an der Kunstakademie Düsseldorf unter Heinrich Nauen (1881–1940), Heinrich Campendonk (1889–1957) und Heinrich Kamps (1896–1954). Sein „Werklehrer-Examen“ legt der gerade 22-jährige Coenen bei Kamps ab, der in Düsseldorf für die Werk- und Zeichenlehrer-Ausbildung verantwortlich war. Künstlerisch gehörte Kamps – ebenso wie Nauen – zur Gruppe „Das Junge Rheinland“. Kamps, der wenig später Direktor der Kunstschule Berlin wurde, riet Coenen, sich dort weiter zu bilden. Man könne dort – aufbauend auf dem Werklehrer-Examen – zum Kunstpädagogen (im Gymnasialdienst) weitergebildet werden. Kamps solle übergangsweise ein Semester Kunstgeschichte an der Universität in Köln belegen.
In Köln lernte Coenen die avantgardistisch-sozialkritischen Künstler der „Kölner Progressiven“  rund um Franz W. Seiwert (1894–1933), Gerd Arntz (1900–1988), Heinrich Hoerle (1885–1933) und Jankel Adler (1895–1949) kennen. Die Kölner Progressiven brachten eine Zeitschrift mit dem Titel a bis z heraus, deren Vertriebsmitarbeiter Coenen wurde. 1930 ging er nach Berlin und besuchte die dortige Kunstschule und bildete sich unter Kamps und Georg Tappert weiter. Dort lernte er die Kunststudentin Elfriede Stegemeyer kennen. Im Herbst 1931 ging er zurück nach Köln und machte eine Referendarausbildung.
Als Stegemeyer im Frühjahr nach Köln zog, um an der Kunstgewerbeschule Fotografie zu studieren, machte sie Coenen mit dem belgischen Maler und Fotografen Raoul Ubac bekannt. Es kam zu Kontakten mit der Gruppe „Rote Kämpfer“. So schaffte Coenen 1933 belastendes Material aus den Wohnungen verhafteter Kommunisten weg. Mit Stegemeyer unternahm er eine Reise nach Sylt. In dem Jahr wurde er Studienassessor. Zur Jahreswende 1934/1935 unternahm er mit Stegemeyer eine Reise nach Paris, wo sie Ubac, Otto Freundlich und Raoul Hausmann trafen. Coenen arbeitete nun als Kunstlehrer an einer Oberrealschule. Die Beziehung zu Stegemeyer endete in dieser Zeit.
1936 wurde die Gruppe „Rote Kämpfer“ enttarnt. Coenen entging, gewarnt von seinem Freund Heinrich Pakullis, einer Verhaftung. Um seine Anstellung als Kunstlehrer im Gymnasialdienst abzusichern, verhielt sich Coenen still und mied alles, was auf seine früheren Aktivitäten hätte aufmerksam machen können. Er arbeitete nur noch im Privaten an seinen Bildern und stellte einen Antrag auf Mitgliedschaft im Nationalsozialistischen Lehrerbund (NSLB). Coenen war damit als Parteigenosse vor weiteren Anfeindungen relativ sicher. 1938 heiratete er und zog nach Beuel bei Bonn. 1941 kam die Einberufung zur Wehrmacht. Zunächst blieb er in Deutschland, dann wurde er nach Norwegen versetzt. Mit der Kapitulation Deutschlands wurde er auf der Lofoten-Insel Hinnoy Kriegsgefangener der Briten. Im August 1945 aus der Kriegsgefangenschaft entlassen, konnte er nach Beuel zurückkehren.
1946 erteilte die britische Besatzungsbehörde eine vorläufige Beschäftigungserlaubnis, die Coenen in die Lage versetzte, vorbehaltlich einer erfolgreichen PG-Entnazifizierung, als Lehrkraft am Städtischen Mathematisch-Naturwissenschaftlichen Gymnasium in Mönchengladbach tätig zu werden. Coenens Freund, der ehemalige „Rote (Mit-)Kämpfer“ Heinrich Pakullis setzte sich für Coenen ein und bestätigte, er sei (trotz seiner Mitgliedschaft in der NSDAP) auch im Widerstand tätig gewesen. So konnte Coenen bereits im April 1947 im britischen Kulturzentrum „Die Brücke“ in Mönchengladbach sein künstlerisches Œuvre ausstellen. Nach seiner ersten Ausstellung in Mönchengladbach stellte Coenen seine Werke in Krefeld und in Düsseldorf aus. 1947 wurde seine erste Ehe geschieden.
1948 heiratete Coenen Maria Spanier, und der erste Sohn Jan wurde geboren. 1949 zog die Familie nach Mönchengladbach. 1951 wurde Coenen Mitarbeiter in einer Buchhandlung. 1952 wurde der zweite Sohn Michael geboren. 1961 wurde Coenen Bezirksvorsitzender und Kandidat der Deutschen Friedens-Union, aus der er 1965 austrat. In diesen Jahren kam es zu einer Reihe von Einzelausstellungen und Ausstellungsbeteiligungen. 1968 verschlechterte sich Coenens Gesundheitszustand, es wurde Krebs diagnostiziert. Mit viel Energie beteiligte er sich an der „Jahresschau Dürener Künstler“ im Leopold-Hoesch-Museum in Düren und zeigte im Folgejahr 1969 seine Bilder in einer Einzelausstellung in „Claubergs Galerie der Experimente“ in Bochum.
Nach einer Krebsoperation 1969 konnte er 1970 noch einmal seine Bilder zeigen. Am 10. Februar 1971 starb er in Mönchengladbach.

## Zum Werk
Die frühesten Bilder Coenens sind konstruktivistisch gehalten, sie gehen bald in farbige Balkenkonstruktionen über. Auch halbabstrakte kantige Baummotive sind zahlreich.
Nach dem Zweiten Weltkrieg wechseln beide Stilrichtungen miteinander ab, erweitert durch figürlich-konkrete Darstellungen. Dieselbe Variation der Darstellung sieht man auch bei den Linolschnitten.

## Ausstellungen (Auswahl)
- „Otto Coenen. Leben und Werk“
  - Städtisches Museum Abteiberg (2. Oktober bis 5. November 1983)
  - Neuer Berliner Kulturverein Berlin (26. November 1983 bis 14. Januar 1984)
  - Wilhelm-Hack-Museum Ludwigshafen (26. Januar bis 22. April 1984)
- An die Ausstellungen hatten sich angeschlossen:
  - Galerie Stolz, Köln (26. November 1993 bis 14. Januar 1994)
  - Galerie Brockstedt, Hamburg (10. Mai bis 30. Juni 1984)
  - Sander Gallery, New York (Mai bis Juni 1994)